# Tommy Burns
Tommy Burns, eg. Noah Brusso, född 17 juni 1881 i Hanover, Ontario, Kanada, död 10 maj 1955 i Vancouver, British Columbia, var en kanadensisk tungviktsboxare, världsmästare 1906-1908, den kortaste tungviktsmästaren genom tiderna med sina 170 cm.

## Boxningskarriär
När mästaren James J. Jeffries 1905 obesegrad drog sig tillbaka öppnades vägen till tungviktstiteln för Burns. Den 23 februari 1906 mötte han Marvin Hart, som i ett möte med Jack Root 7 månader tidigare hade tagit den vakanta VM-titeln. Efter 20 ronder stod Burns som segrare på poäng. Kanadensaren blev genast en osedvanligt aktiv mästare och hann med att försvara sin titel hela 11 gånger på två år. Efter att ha satt sin titel på spel fyra gånger i USA drog han som den förste internationelle mästaren ut på turné och åkte världen över för att boxas mot den som kunde erbjuda bra motstånd - och bra pengar.
Den färgade boxaren Jack Johnson följde Burns i spåren och genom tidningarna hånade han mästaren för att han inte vågade möta honom och ge en färgad man en första chans på VM-titeln. Till sist sa Burns "ja" till en match, men detta först sedan han blivit lovad 30.000 dollar i ersättning av australiske promotorn Hugh D. McIntosh. Matchen gick sålunda av stapeln i Sydney, Australien 26 december 1906. I 14e ronden, då Johnson satt in en attack och överöst mästaren med slag, tog den lokala polisen över. Man stängde av den filmkamera som förevigade eventet och klev in i ringen och stoppade matchen och mästaren Burns från mera stryk. En leende Johnson hade haft kommandot från första början och den betydligt kortare och lättare Burns hade inte förmågan att störa utmanaren det minsta. Johnson blev därmed den förste svarte tungviktsmästaren.
Burns fortsatte att boxas och hann bli både australisk, kanadensisk och brittisk samväldesmästare på de blott sex ytterligare matcher han gick innan han 1920 slutgiltigt lade handskarna på hyllan.
Burns är den genom tiderna kortaste världsmästaren i tungvikt med sina 170 cm. Han är också en av de lättaste, vägandes 76–83 kg.

### Webbsidor
- Burns på BoxRec.com